# Potter (Wisconsin)
Potter es una villa situada en el condado de Calumet, Wisconsin, Estados Unidos. Tiene una población estimada, a mediados de 2022, de 231 habitantes.

## Geografía
La localidad está ubicada en las coordenadas 44°7′7″N 88°6′6″O / 44.11861, -88.10167. Según la Oficina del Censo de los Estados Unidos, tiene una superficie total de 1.34 km², de los cuales 1.31 km² corresponden a tierra firme y 0.04 km² están cubiertos de agua.

## Demografía
Según el censo de 2020, en ese momento había 244 personas residiendo en la localidad. La densidad de población era de 186.26 hab./km². El 95.49% de los habitantes eran blancos, el 2.05% eran de otras razas y el 2.46% eran de una mezcla de razas. Del total de la población, el 3.28% eran hispanos o latinos de cualquier raza.